# Бірський район
Бі́рський район (рос. Бирский район, башк. Бөрө районы) — адміністративна одиниця Республіки Башкортостан Російської Федерації.
Адміністративний центр — місто Бірськ.

## Населення
Населення району становить 64216 осіб (2019, 61496 у 2010, 59875 у 2002).

## Адміністративно-територіальний поділ
На території району 1 міське поселення та 14 сільських поселень, які називаються сільськими радами:
| Поселення                         | Площа, км² | Населення, осіб (2002) | Населення, осіб (2010) | Населення, осіб (2019) | Центр           | Населені пункти |
| --------------------------------- | ---------- | ---------------------- | ---------------------- | ---------------------- | --------------- | --------------- |
| Бірське міське поселення          | 69,93      | 41712                  | 43572                  | 48239                  | Бірськ          | 3               |
| Бахтибаєвська сільська рада       | 156,00     | 2257                   | 2336                   | 2049                   | Бахтибаєво      | 6               |
| Березовська сільська рада         | 68,00      | 1098                   | 1099                   | 1039                   | Печенкино       | 4               |
| Бурновська сільська рада          | 92,00      | 1839                   | 1763                   | 1774                   | Старобурново    | 6               |
| Верхньолачентауська сільська рада | 138,00     | 858                    | 677                    | 570                    | Верхньолачентау | 4               |
| Калинниківська сільська рада      | 170,00     | 1441                   | 1501                   | 1312                   | Калинники       | 5               |
| Кусекеєвська сільська рада        | 183,00     | 1532                   | 1408                   | 1158                   | Кусекеєво       | 10              |
| Маядиковська сільська рада        | 76,00      | 970                    | 969                    | 849                    | Маядиково       | 5               |
| Осиновська сільська рада          | 173,56     | 1345                   | 1150                   | 990                    | Осиновка        | 3               |
| Силантьєвська сільська рада       | 96,00      | 950                    | 1024                   | 939                    | Силантьєво      | 4               |
| Старобазановська сільська рада    | 99,00      | 1288                   | 1393                   | 1211                   | Старобазаново   | 5               |
| Старопетровська сільська рада     | 178,00     | 1430                   | 1380                   | 1282                   | Пітяково        | 10              |
| Сусловська сільська рада          | 144,00     | 1385                   | 1523                   | 1378                   | Суслово         | 5               |
| Угузевська сільська рада          | 74,00      | 542                    | 500                    | 360                    | Угузево         | 3               |
| Чишминська сільська рада          | 69,00      | 1228                   | 1201                   | 1066                   | Чишма           | 5               |

## Найбільші населені пункти
| №  | Населений пункт | Населення, осіб (2002) | Населення, осіб (2010) |
| -- | --------------- | ---------------------- | ---------------------- |
| 1  | Бірськ          | 39 992                 | 41 635                 |
| 2  | Пономарьовка    | 1 651                  | 1 852                  |
| 3  | Калинники       | 967                    | 1 005                  |
| 4  | Осиновка        | 1 055                  | 980                    |
| 5  | Бахтибаєво      | 855                    | 887                    |
| 6  | Старобурново    | 864                    | 862                    |
| 7  | Силантьєво      | 605                    | 677                    |
| 8  | Суслово         | 556                    | 647                    |
| 9  | Пітяково        | 625                    | 615                    |
| 10 | Малосухоязово   | 623                    | 607                    |